# Mesontoplatys arabicus
Mesontoplatys arabicus är en skalbaggsart som beskrevs av Edgar von Harold 1875. Mesontoplatys arabicus ingår i släktet Mesontoplatys och familjen Aphodiidae. Inga underarter finns listade i Catalogue of Life.